# Sitarganj
Sitarganj là một thành phố và là nơi đặt ban đô thị (municipal board) của quận Udham Singh Nagar thuộc bang Uttaranchal, Ấn Độ.

## Nhân khẩu
Theo điều tra dân số năm 2001 của Ấn Độ, Sitarganj có dân số 21.943 người. Phái nam chiếm 53% tổng số dân và phái nữ chiếm 47%. Sitarganj có tỷ lệ 54% biết đọc biết viết, thấp hơn tỷ lệ trung bình toàn quốc là 59,5%: tỷ lệ cho phái nam là 61%, và tỷ lệ cho phái nữ là 46%. Tại Sitarganj, 18% dân số nhỏ hơn 6 tuổi.